# 1803 w sztukach plastycznych
Wydarzenia w sztukach plastycznych i wizualnych w 1803 roku.

## Urodzeni
- 3 marca - Alexandre-Gabriel Decamps (zm. 1860), francuski malarz i grafik
- 25 czerwca - Robert Scott Lauder (zm. 1869), szkocki malarz
- 24 lipca - Alexander Jackson Davis (zm. 1892), amerykański architekt i rysownik
- 23 sierpnia - Gustaaf Wappers (zm. 1874), belgijski malarz
- 13 września - Jean Ignace Isidore Gérard (zm. 1847), francuski grafik, karykaturzysta i ilustrator
- 28 września - Adrian Ludwig Richter (zm. 1884), niemiecki malarz i filozof
- 3 października - Paul Huet (zm. 1869), francuski  malarz i grafik

## Zmarli
- 24 kwietnia - Adélaïde Labille-Guiard (ur. 1749), francuska malarka
- 8 lipca - Francesco Giuseppe Casanova (ur. 1727), włoski malarz i grawer
- José Camarón Boronat (ur. 1731), hiszpański malarz